# 国際産業数理・応用数理会議
国際産業数理・応用数理会議（こくさいさんぎょうすうり・おうようすうりかいぎ、英: International Congress on Industrial and Applied Mathematics、ICIAM）は、国際産業数理・応用数理評議会の主催のもとで4年に一度開催される応用数学の国際会議である。

## 会議の一覧
以下の表の通り、1987年から2023年にかけて過去10回にわたって開催されており、次回は2027年の予定である。2023年に開催された第10回では初めて現地とオンライン（Zoom）のハイブリッド形式で開催された。
| 回 | 開催期間           | 開催都市                          | 特設サイト |
| -- | ------------------ | --------------------------------- | ---------- |
| 01 | 1987年7月06日–09日 | パリ（ フランス）                 |            |
| 02 | 1991年7月08日–12日 | ワシントンD.C.（ アメリカ合衆国） |            |
| 03 | 1995年7月03日–07日 | ハンブルク（ ドイツ）             |            |
| 04 | 1999年7月05日–09日 | エディンバラ（ イギリス）         |            |
| 05 | 2003年7月07日–11日 | シドニー（ オーストラリア）       |            |
| 06 | 2007年7月16日–20日 | チューリッヒ（ スイス）           |            |
| 07 | 2011年7月18日–22日 | バンクーバー（ カナダ）           |            |
| 08 | 2015年8月10日–14日 | 北京（ 中国）                     |            |
| 09 | 2019年7月15日–19日 | バレンシア（ スペイン）           |            |
| 10 | 2023年8月20日–25日 | 東京（ 日本）                     | ICIAM 2023 |
| 11 | 2027年7月12日–17日 | デン・ハーグ（ オランダ）         | ICIAM 2027 |